# ЕУЛЕКС
Мисија Европске уније за владавину права на Косову (енгл. European Union Rule of Law Mission in Kosovo), позната као ЕУЛЕКС Косово (EULEX Kosovo) или само ЕУЛЕКС (EULEX), је мисија полиције и цивилне администрације Европске уније (ЕУ) на Косову и Метохији. Европска унија је прихватила да мисија буде неутрална по питању статуса покрајине и у односу на њену једнострано проглашену независност, а, за узврат, прихваћена је од српских власти и једногласно изгласана у Савету безбедности Уједињених нација. Укључује око 2.000 полицајаца и судија, а тиме је највећа цивилна мисија покренута под заједничком безбедносном и одбрамбеном политиком ЕУ.

## Састав и стварање мисије
Савет министара Европске уније је 16. фебруара 2008. одлучио да се покреће „Мисија владавине права ЕУ на Косову – ЕУЛЕКС Косово” уз уздржаност Кипра. Мисија је требало да постане оперативна после прелазног периода од 120 дана када је требало да замени мисију УНМИК. Мисију је, након потврде њене статусне неутралности, једногласно прихватио Савет безбедности Уједињених нација 26. новембра 2008.
Поред ЕУ, у мисију би требало да буду укључене Канада, Турска, Швајцарска, Норвешка и САД.
За шефа мисије постављен је француски генерал у пензији Ив де Кермабон (фр. Yves de Kermabon), бивши командант бригаде „Север” у Митровици, као и бивши командант КФОР-а. Њему претпостављени је Специјални изасланик ЕУ за Косово Питер Фајт (хол. Pieter Cornelis Feith).